# Anthony Oyono
Anthony Henri Zué Oyono Omva Torque (Lilla, 12 aprile 2001) è un calciatore francese naturalizzato gabonese, difensore del Frosinone e della nazionale gabonese.

## Biografia
È fratello gemello di Jérémy Oyono.

## Caratteristiche tecniche
È un terzino destro.

## Carriera

### Club
Acquistato dal Boulogne nel 2018, inizia a giocare con la seconda squadra in quinta divisione; nel 2020 viene promosso in prima squadra dove debutta il 21 agosto in occasione dell'incontro di Championnat National vinto 1-0 contro il Quevilly-Rouen.
Il 30 gennaio 2022, si trasferisce a titolo definitivo al Frosinone, con cui firma un contratto fino al 30 giugno 2024. Lungo la stagione 2022-2023, contribuisce alla vittoria del campionato e alla conseguente promozione in Serie A del club frusinate.
Il 29 giugno 2023, Oyono rinnova il proprio contratto con il club giallazzurro fino al 30 giugno 2027. Il 19 agosto può esordire in serie A nella sconfitta interna contro il Napoli per 3-1.Gioca con continuità da titolare la prima parte di campionato, poi a dicembre incappa in un infortunio alla caviglia che lo costringe nel successivo mese di aprile ad operarsi, perdendo tutto il resto della stagione.
Al rientro in campo la stagione successiva, con i frusinati tornati in serie B, segna la sua prima rete il 27 settembre 2024 nel successo per 2-1 in casa del Cittadella.

### Nazionale
Il 29 marzo 2021 ha esordito con la nazionale gabonese giocando l'incontro di qualificazione per la Coppa d'Africa 2021 perso 2-0 contro l'Angola; successivamente è stato convocato per la Coppa delle nazioni africane 2021.

## Statistiche

### Presenze e reti nei club
Statistiche aggiornate al 7 aprile 2025.
| Stagione          | Squadra           | Campionato        | Campionato | Campionato | Coppe nazionali | Coppe nazionali | Coppe nazionali | Coppe continentali | Coppe continentali | Coppe continentali | Altre coppe | Altre coppe | Altre coppe | Totale | Totale | Totale |
| Stagione          | Squadra           | Comp              | Pres       | Reti       | Comp            | Pres            | Reti            | Comp               | Pres               | Reti               | Comp        | Pres        | Reti        | Pres   | Reti   |        |
| ----------------- | ----------------- | ----------------- | ---------- | ---------- | --------------- | --------------- | --------------- | ------------------ | ------------------ | ------------------ | ----------- | ----------- | ----------- | ------ | ------ | ------ |
| 2018-2019         | Boulogne 2        | N3                | 3          | 0          | -               | -               | -               | -                  | -                  | -                  | -           | -           | -           | 3      | 0      |        |
| 2019-2020         | Boulogne 2        | N3                | 11         | 0          | -               | -               | -               | -                  | -                  | -                  | -           | -           | -           | 11     | 0      |        |
| 2020-2021         | Boulogne 2        | N3                | 5          | 0          | -               | -               | -               | -                  | -                  | -                  | -           | -           | -           | 5      | 0      |        |
| Totale Boulogne 2 | Totale Boulogne 2 | Totale Boulogne 2 | 19         | 0          |                 | -               | -               |                    | -                  | -                  |             | -           | -           | 19     | 0      |        |
| 2020-2021         | Boulogne          | N                 | 23         | 0          | CF              | 5               | 0               | -                  | -                  | -                  | -           | -           | -           | 28     | 0      |        |
| 2021-gen. 2022    | Boulogne          | N                 | 8          | 0          | CF              | -               | -               | -                  | -                  | -                  | -           | -           | -           | 8      | 0      |        |
| Totale Boulogne   | Totale Boulogne   | Totale Boulogne   | 31         | 0          |                 | 5               | 0               |                    | -                  | -                  |             | -           | -           | 36     | 0      |        |
| gen.-giu. 2022    | Frosinone         | B                 | 2          | 0          | CI              | -               | -               | -                  | -                  | -                  | -           | -           | -           | 2      | 0      |        |
| 2022-2023         | Frosinone         | B                 | 13         | 0          | CI              | 1               | 0               | -                  | -                  | -                  | -           | -           | -           | 14     | 0      |        |
| 2023-2024         | Frosinone         | A                 | 16         | 0          | CI              | 2               | 0               | -                  | -                  | -                  | -           | -           | -           | 18     | 0      |        |
| 2024-2025         | Frosinone         | B                 | 29         | 1          | CI              | 0               | 0               | -                  | -                  | -                  | -           | -           | -           | 29     | 1      |        |
| Totale Frosinone  | Totale Frosinone  | Totale Frosinone  | 60         | 1          |                 | 3               | 0               |                    | -                  | -                  |             | -           | -           | 63     | 1      |        |
| Totale carriera   | Totale carriera   | Totale carriera   | 110        | 1          |                 | 8               | 0               |                    | -                  | -                  |             | -           | -           | 118    | 1      |        |

### Cronologia presenze e reti in nazionale
| Cronologia completa delle presenze e delle reti in nazionale ― Gabon | Cronologia completa delle presenze e delle reti in nazionale ― Gabon | Cronologia completa delle presenze e delle reti in nazionale ― Gabon | Cronologia completa delle presenze e delle reti in nazionale ― Gabon | Cronologia completa delle presenze e delle reti in nazionale ― Gabon | Cronologia completa delle presenze e delle reti in nazionale ― Gabon | Cronologia completa delle presenze e delle reti in nazionale ― Gabon | Cronologia completa delle presenze e delle reti in nazionale ― Gabon |
| Data                                                                 | Città                                                                | In casa                                                              | Risultato                                                            | Ospiti                                                               | Competizione                                                         | Reti                                                                 | Note                                                                 |
| -------------------------------------------------------------------- | -------------------------------------------------------------------- | -------------------------------------------------------------------- | -------------------------------------------------------------------- | -------------------------------------------------------------------- | -------------------------------------------------------------------- | -------------------------------------------------------------------- | -------------------------------------------------------------------- |
| 29-3-2021                                                            | Talatona                                                             | Angola                                                               | 2 – 0                                                                | Gabon                                                                | Qual. Coppa d'Africa 2021                                            | -                                                                    | 67’                                                                  |
| 1-9-2021                                                             | Bengasi                                                              | Libia                                                                | 2 – 1                                                                | Gabon                                                                | Qual. Mondiali 2022                                                  | -                                                                    | 88’                                                                  |
| 5-9-2021                                                             | Franceville                                                          | Gabon                                                                | 1 – 1                                                                | Egitto                                                               | Qual. Mondiali 2022                                                  | -                                                                    |                                                                      |
| 12-11-2021                                                           | Franceville                                                          | Gabon                                                                | 1 – 0                                                                | Libia                                                                | Qual. Mondiali 2022                                                  | -                                                                    | 77’                                                                  |
| 16-11-2021                                                           | Alessandria d'Egitto                                                 | Egitto                                                               | 2 – 1                                                                | Gabon                                                                | Qual. Mondiali 2022                                                  | -                                                                    |                                                                      |
| 4-1-2022                                                             | Dubai                                                                | Mauritania                                                           | 1 – 1                                                                | Gabon                                                                | Amichevole                                                           | -                                                                    | 50’                                                                  |
| 14-1-2022                                                            | Yaoundé                                                              | Gabon                                                                | 1 – 1                                                                | Ghana                                                                | Coppa d'Africa 2021 - 1º turno                                       | -                                                                    | 57’                                                                  |
| 18-1-2022                                                            | Yaoundé                                                              | Gabon                                                                | 2 – 2                                                                | Marocco                                                              | Coppa d'Africa 2021 - 1º turno                                       | -                                                                    |                                                                      |
| 23-1-2022                                                            | Limbé                                                                | Burkina Faso                                                         | 1 – 1 dts (7 – 6 dtr)                                                | Gabon                                                                | Coppa d'Africa 2021 - Ottavi di finale                               | -                                                                    | 50’                                                                  |
| 4-6-2022                                                             | Kinshasa                                                             | RD del Congo                                                         | 0 – 1                                                                | Gabon                                                                | Qual. Coppa d'Africa 2023                                            | -                                                                    |                                                                      |
| 23-3-2023                                                            | Franceville                                                          | Gabon                                                                | 1 – 0                                                                | Sudan                                                                | Qual. Coppa d'Africa 2023                                            | -                                                                    | 74’                                                                  |
| 27-3-2023                                                            | Omdurman                                                             | Sudan                                                                | 1 – 0                                                                | Gabon                                                                | Qual. Coppa d'Africa 2023                                            | -                                                                    |                                                                      |
| 9-9-2023                                                             | Nouakchott                                                           | Mauritania                                                           | 2 – 1                                                                | Gabon                                                                | Qual. Coppa d'Africa 2023                                            | -                                                                    |                                                                      |
| 17-10-2023                                                           | São João da Venda                                                    | Guinea                                                               | 1 – 1                                                                | Gabon                                                                | Amichevole                                                           | -                                                                    |                                                                      |
| 16-11-2023                                                           | Franceville                                                          | Gabon                                                                | 2 – 1                                                                | Kenya                                                                | Qual. Mondiali 2026                                                  | -                                                                    | 86’                                                                  |
| 19-11-2023                                                           | Dar-es-Salaam                                                        | Burundi                                                              | 1 – 2                                                                | Gabon                                                                | Qual. Mondiali 2026                                                  | -                                                                    |                                                                      |
| 6-9-2024                                                             | Agadir                                                               | Marocco                                                              | 4 – 1                                                                | Gabon                                                                | Qual. Coppa d'Africa 2025                                            | -                                                                    | 77’                                                                  |
| 10-9-2024                                                            | Franceville                                                          | Gabon                                                                | 2 – 0                                                                | Rep. Centrafricana                                                   | Qual. Coppa d'Africa 2025                                            | -                                                                    | 70’                                                                  |
| 11-10-2024                                                           | Franceville                                                          | Gabon                                                                | 0 – 0                                                                | Lesotho                                                              | Qual. Coppa d'Africa 2025                                            | -                                                                    | 83’                                                                  |
| 15-10-2024                                                           | Durban                                                               | Lesotho                                                              | 0 – 2                                                                | Gabon                                                                | Qual. Coppa d'Africa 2025                                            | -                                                                    |                                                                      |
| 15-11-2024                                                           | Franceville                                                          | Gabon                                                                | 1 – 5                                                                | Marocco                                                              | Qual. Coppa d'Africa 2025                                            | -                                                                    |                                                                      |
| 18-11-2024                                                           | Johannesburg                                                         | Rep. Centrafricana                                                   | 0 – 1                                                                | Gabon                                                                | Qual. Coppa d'Africa 2025                                            | -                                                                    |                                                                      |
| 20-3-2025                                                            | Franceville                                                          | Gabon                                                                | 3 – 0                                                                | Seychelles                                                           | Qual. Mondiali 2026                                                  | -                                                                    | 26’ 46’                                                              |
| 23-3-2025                                                            | Nairobi                                                              | Kenya                                                                | 1 – 2                                                                | Gabon                                                                | Qual. Mondiali 2026                                                  | -                                                                    |                                                                      |
| Totale                                                               |                                                                      | Presenze                                                             | 24                                                                   |                                                                      | Reti                                                                 | 0                                                                    |                                                                      |

## Palmarès

### Club

#### Competizioni nazionali
- Campionato italiano di Serie B: 1

Frosinone: 2022-2023